# Émile Scherb
Émile Scherb (* 19. Jahrhundert; † 20. Jahrhundert) war ein französischer Kunstturner.

## Biografie
Émile Scherb aus Paris nahm an den Olympischen Sommerspielen 1900 in Paris teil. Im Einzelmehrkampf belegte er den 56. Platz.